# اسکی آلپاین در المپیک زمستانی ۲۰۰۶
اسکی آلپاین در بازی‌های المپیک زمستانی ۲۰۰۶ شامل ده رویداد بود که از ۱۲ تا ۲۵ فوریه ۲۰۰۶ در سستریره برگزار شد.

## مدال‌ها

### جدول مدال‌ها
| رتبه           | کشور                | طلا | نقره | برنز | مجموع |
| -------------- | ------------------- | --- | ---- | ---- | ----- |
| ۱              | اتریش               | ۴   | ۵    | ۵    | ۱۴    |
| ۲              | ایالات متحده آمریکا | ۲   | ۰    | ۰    | ۲     |
| ۳              | کرواسی              | ۱   | ۲    | ۰    | ۳     |
| ۴              | فرانسه              | ۱   | ۱    | ۰    | ۲     |
| ۵              | سوئد                | ۱   | ۰    | ۳    | ۴     |
| ۶              | نروژ                | ۱   | ۰    | ۰    | ۱     |
| ۷              | سوئیس               | ۰   | ۱    | ۲    | ۳     |
| ۸              | فنلاند              | ۰   | ۱    | ۰    | ۱     |
| مجموع (۸ کشور) | مجموع (۸ کشور)      | ۱۰  | ۱۰   | ۱۰   | ۳۰    |